# Christmas in L.A.
"Christmas in L.A." é uma canção da banda americano de rock The Killers com participação de Dawes, lançada em 1 de dezembro de 2013. Marca o oitavo ano consecutivo em que a banda lança uma canção de Natal. Tal como acontece com as suas sete versões anteriores, todos os rendimentos desta canção vai para instituições de caridade de AIDS como parte da campanha Product Red.
Foi escrita por Brandon Flowers e Mark Stoermer do The Killers e Taylor Goldsmith da banda Dawes. Irving Berlin também tem um crédito de escrita devido à canção ter parte da letra de "White Christmas".

## Faixas
| Download digital |                     |         |  |
| N.º              | Título              | Duração |  |
| 1.               | "Christmas in L.A." | 4:27    |  |

## Vídeo musical
O vídeo para a canção foi lançado em 1 de dezembro de 2013. Conta com participação do ator Owen Wilson, que retrata um ator lutando em Los Angeles na época do Natal. Harry Dean Stanton também aparece como uma voz da razão.

## Paradas musicais
| Paradas (2013)                                | Melhor posição |
| --------------------------------------------- | -------------- |
| Bélgica (Ultratop 50 Flandres)                | 81             |
| Irlanda (IRMA)                                | 100            |
| Reino Unido (Official Charts Company)         | 92             |
| Estados Unidos (Billboard Rock Digital Songs) | 43             |